# DeAndre Davis
DeAndre Devonte Davis (Spotsylvania Courthouse, 23 november 1994) is een Amerikaans basketballer.

## Carrière
Davis speelde van 2013 tot 2015 collegebasketbal voor Garrett College en de twee daaropvolgende jaren voor Alcorn State Braves. In 2017 tekende hij zijn eerste profcontract bij BK Iskra Svit in de Slowaakse eerste klasse. Hij speelde twee jaar in Slowakije voordat hij naar Borås Basket in Zweden trok. Na twee seizoenen in Zweden tekende hij in 2021 een contract bij het Poolse Trefl Sopot. Voor het seizoen 2022/23 tekende hij een contract bij de Belgische eersteklasser Kangoeroes Mechelen en speelde er een seizoen.
In 2023 tekende hij in de Kosovaarse competitie bij KB Peja.